# Batalha de Cacabelos
A Batalha de Cacabelos foi uma batalha menor da Guerra Peninsular que ocorreu em 3 de janeiro de 1809, na ponte nos arredores da vila de Cacabelos, Província de León, Espanha, enquanto as forças britânicas comandadas pelos britânicos de Sir John Moore se retiravam para A Coruña.
No confronto que se seguiu com a guarda avançada do marechal francês Nicolas Soult, as unidades britânicas foram reprimidas e forçadas a realizar uma retirada apressada através da ponte. No final das contas, no entanto, as forças francesas não conseguiram pressionar seu avanço devido a pesadas perdas, incluindo a morte do Brigadeiro-General francês Auguste François-Marie de Colbert-Chabanais.
O atraso resultante permitiu às forças de Moore continuar sua retirada, mantendo suas forças praticamente intactas.

## Geografia
A aldeia, em uma planície na região montanhosa a 15 quilômetros (9,3 milhas) depois de Ponferrada na estrada de Astorga para La Coruña, está na linha de retirada tomada pelo exército de Moore para A Coruña, e sua ponte de pedra de arco duplo atravessa o rio Cua, um afluente do Sil.

## Batalha
Moore, que estava acampado em Villafranca, a meio dia de marcha na direção de La Coruña, havia cavalgado de volta para ver Edward Paget, cujo irmão mais velho, Henry, Lord Paget, havia liderado um confronto de cavalaria bem-sucedido em Benavente poucos dias antes. A retaguarda das tropas de Moore, tendo chegado a Cacabelos no dia anterior, e atrasada pelos efeitos dos distúrbios e do frio severo, preparava-se para cruzar a ponte, quando membros do 15º Hussardos informaram a Paget que as unidades de cavalaria francesas se aproximavam rapidamente de Ponferrada. Logo, entre 450 e 500 soldados dos 15eme Chasseurs à Cheval e 3eme Hussards, a guarda avançada do Marechal Nicolas Soult, liderada pelo Brigadeiro General Auguste François-Marie de Colbert-Chabanais alcançou a retaguarda do exército, capturando ao redor de 50 soldados britânicos pegos de surpresa.
Decidindo aproveitar sua vantagem, e sem esperar pelo apoio da infantaria ou artilharia, Colbert se preparou para atacar a ponte. No entanto, ao ver o 95º de Rifles, o 28º de Pé e seis canhões da Artilharia Montada Real posicionados do outro lado da ponte, Colbert retirou seus homens para reformá-los em uma coluna de quatro antes de correr para a ponte. Enquanto isso, Moore, que quase fora capturado pelos homens de Colbert, observou da colina oeste acima da estrada, com Paget. Quando a cavalaria francesa avançou, eles foram forçados a recuar depois de serem dizimados pelo fogo de rifle britânico. Entre as vítimas francesas estava o próprio Brigadeiro Colbert, que teria sido morto imediatamente antes do ataque francês.
Quando a cavalaria e o apoio da infantaria de La Houssaye chegaram, eles tentaram atravessar o rio por um vau a uma curta distância rio abaixo da ponte e a divisão de infantaria de Merle tentou tomar a ponte "a la baionette". No entanto, por volta das 16h, estava escuro demais para continuar e as tropas francesas, possivelmente considerando a posição defensiva das tropas britânicas muito boa, e também possivelmente com o moral baixo devido à morte de Colbert, desistiram. Por volta das 22h00, Paget pôde partir em direção a Villafranca sem nenhum sinal das tropas francesas em sua perseguição.

## O tiro de Plunket
Colbert-Chabanais foi morto por um único tiro de longo alcance de um rifle Baker, disparado por um notável atirador do 95º Rifles, o atirador Thomas Plunket, e que também, com um segundo tiro, matou o oficial que veio em auxílio de Colbert. Embora haja muita discrepância em relação às distâncias envolvidas, o tiro foi alegado ter chegado a 600 metros, é altamente provável que Colbert se considerasse muito além do alcance do mosquete de 80 metros e, portanto, seguro, enquanto o Baker verificou a precisão do alvo de 200 metros.

## Consequencias
Embora as tropas britânicas tenham ganhado tempo em sua retirada em direção a La Coruña, Moore desde então tem sido criticado por ser muito precipitado em sua retirada e por não ter feito melhor uso de fortes posições defensivas como a de Cacabelos.